# Hipotermija
Hipotermija, ili pothlađenost definira se kao unutarnja temperatura tijela manja od 35.0 °C kod čovjeka. Simptomi ovise o temperaturi. Kod blage hipotermije, simptomi su drhtanje i zbunjenost. Kod umjerene hipotermije, drhtanje se smanjuje, a zbunjenost povećava. Kod teške hipotermije, moguće je tzv. paradoksalno svlačenje, tijekom kojeg osoba svlači odjeću sa sebe, kao i povećani rizik srčanog zastoja.
Hipotermija se događa se zbog dva glavna razloga. Tipično nastupi nakon izloženosti hladnim vremenskim uvjetima ili hladnoj vodi. Također može nastupiti zbog bilo kakvog stanja koje smanjuje proizvodnju topline ili povećava gubitak topline. To najčešće uzrokuje trovanje alkoholom, ali može ga uzrokovati i nizak šećer, anoreksija, i starija dob. Normalna temperatura tijela održava se od 36.5 do 37.5 °C, kroz termoregulaciju. Proces povećanja tjelesne temperature uključuje drhtanje, svojevoljne povećanu tjelesnu aktivnost, i oblačenje toplije odjeće. Hipotermija se može dijagnosticirati po simptomima, zajedno s riskantnim faktorima, ili mjerenjem temperature tijela.
Proces liječenja blage hipotermije uključuje tople napitke, toplu odjeću i fizičku aktivnost. Kod onih s umjerenom hipotermijom, preporučuje se topli pokrivač i intravenozna terapija. Ljudi s umjerenom ili teškom hipotermijom trebali bi se oprezno i polako kretati. Kod teške hipotermije, pomoći će izvantjelesna membranska oksigenacija (EKMO) ili izvantjelesna cirkulacija. Kod onih bez pulsa, potrebna je kardiopulmonalna reanimacija, uz prijašnje navedene mjere. Zagrijavanja traje sve dok čovjekova temperatura nije viša od 32 °C. Ako do toga nema napretka ili je udio kalija u krvi veći od 12 mol/litra u bilo kojem vremenu, oživljavanje se može obustaviti.
Hipotermija je uzrok najmanje 1,500 smrti godišnje u SAD-u. Češća je kod starijih ljudi i muškaraca. Jedna od najnižih zabilježenih tjelesnih temperatura, s kojom je netko sa slučajnom hipotermijom preživio je 13.0 °C, a imala ju je 7-godišnja djevojčica koja se skoro utopila u Švedskoj. Neki su preživjeli nakon čak šest sati reanimacije. Kod onih kod kojih se koristi EKMO ili cirkulacija, stopa preživljavanja je oko 50%. Smrti zbog hipotermije igrale su bitnu ulogu u mnogim ratovima. Izraz dolazi iz grčke riječi ὑπο, hupo, značenja "ispod", i θερμία, thermía, značenja "toplina". Suprotno od hipotermije je hipertermija, povišena tjelesna temperatura zbog neuspješne termoregulacije.

## Klasifikacija
Hipotermija se najčešće definira kao temperatura tijela niža od 35 °C. Po ovoj metodi je podijeljena na stupnjeve jačine, baziranoj na unutarnjoj temperaturi tijela.
Drugi sistem klasifikacije, tzv. švicarski sistem, dijeli hipotermiju na stadije, bazirajući se na simptome, što se preporučuje kada nije moguće utvrditi unutarnju temperaturu tijela.
Druge ozljede povezane s hladnoćom koje mogu biti prisutne same ili u kombinaciji s hipotermijom su:
- Promrzline: stanje do kojeg dolazi nakon izlaganja kože temperaturi bliskoj smrzavanju. Hladnoća uzrokuje oštećenje malih krvnih žila pod kožom. Oštećenje je trajno, a svrbež i crvenilo se može vratiti nakon ponovnog izlaganja. Crvenilo i svrbež najčešće se pojavljuju na obrazima, ušima, prstima, i nožnim prstima.[10]
- Ozeblina: smrzavanje i oštećenje tkiva.[11]
- Smrzotine: smrzavanje tkiva, ali bez oštećenja njegovih stanica.[12]
- Uronjeno stopalo: stanje uzrokovano konstantnim izlaganjem vodi, na temperaturi bliskoj smrzavanju.[11]

Navodi se da je normalna tjelesna temperatura čovjeka između 36.5–37.5 °C. Hipertermija i vručica, definirani su kao tjelesna temperatura čovjeka između 37.5–38.3 °C.

## Znakovi i simptomi
Znakovi i simptomi variraju ovisno o stupnju hipotermije, pa se tako mogu podijeliti u tri stadija. Dojenčad s hipotermijom mogu osjetiti hladnoću na dodir, sa svjetlo-crvenom kožom, i neuobičajenim gubitkom energije.

### Blaga hipotermija
Simptomi blage hipotermije mogu biti nejasni, uz pobudu simpatičkog živčanog sustava (drhtanje, visoki krvni tlak, brzo kucanje srca, ubrzano disanje, i sužavanje krvnih žila). Ovo su fiziološki efekti kako bi se toplina održala. Povećana proizvodnja mokraće zbog hladnoće, mentalna zbunjenost, i disfunkcija jetre također mogu nastupiti. Moguća je i hipoglikemija, pošto se smanjuje potrošnja glukoze u stanicama i lučenje inzulina, a osjetljivost tkiva na inzulin može biti smanjena. Aktivacija simpatikusa također može otpustiti glukozu iz jetre. U mnogim slučajevima, pogotovo kod ljudi sklonim alkoholu, hipoglikemija je češći uzrok. Kod mnogo ljudi s hipotermijom, dijagnosticirana je i hipoglikemija, pošto je moguće da je hipotermija uzrok hipoglikemije.

### Umjerena hipotermija
Kako se hipotermija pogoršava, tako i njeni simptomi: mentalno stanje se mijenja, može doći do amnezije, zbunjenosti, nerazgovjetnog govora, smanjenim refleksima, i gubitka osnovnih motoričkih sposobnosti.

### Teška hipotermija
Kako se temperatura tijela smanjuje, i ostali fiziološki sustavi posustaju. Brzina otkucaja srca, brzina disanja, i krvni tlak se smanjuju. Očekivana brzina otkucaja srca je 30s na temperaturi oko 28 °C.
Javlja se i hladna, užarena koža, halucinacije, loši refleksi, fiksirane proširene zjenice, nizak krvni tlak, plućni edem, dok je drhtanja najčešće nema. Brzina pulsa i disanja bitno se smanjuje, ali puls može biti i ubrzan (ventrikulska tahikardija, fibrilacija atrija). Fibrilacija atrija sama po sebi najčešće nije problem.

### Paradoksalno svlačenje
Dvadeset do pedeset posto smrti povezanih s hipotermijom su zbog paradoksalnog svlačenja. Tipično nastupa tijekom umjerene i teške hipotermije, kada osoba postaje dezorijentirana, zbunjena i ratoborna. Osoba počinje svlačiti odjeću sa sebe, što dovodi do dodatnog gubitka topline.
Spasioci koji su prošli obuku preživljavanja u planinama, istrenirani su da to očekuju ; međutim, za ljude koji umru od hipotermije u urbanim područjima ponekad se pogrešno pretpostavlja da su bili seksualno napastovani.
Jedno objašnjenje za ovo ponašanje može biti neispravno funkcioniranje hipotalamusa zbog hladnoće, dijela mozga koji regulira temperaturu tijela. Drugo objašnjenje je da se mišići koji su u kontaktu s perifernim krvnim žilama iscrpljuju (poznato kao vaskularni otpor) i opuštaju, što vodi do iznenadno velikog vala krvi (i topline), zbog čega se osoba osjeća prevruće.

### Terminalno ukopavanje
Vidljivo samozaštitno ponašanje, znano kao "terminalno ukopavanje", ili "sindrom pritaji-i-umri", događa se u posljednjem stadiju hipotermije. Unesrećeni će ući u mali, zatvoreni prostor, kao što su ispod kreveta ili iza ormara. Često se asocira s paradoksalnim svlačenjem. Znanstvenici u Njemačkoj objasnili su kako je to "očito autonomni proces moždanog debla, koji se pokreće u konačnom stadiju hipotermije i proizvodi primitivno ponašanje za zaštitu, što se vidi i kod hibernirajućih životinja". Većinski se događa u situacijama kada se temperatura smanjuje sporo.

## Uzroci
Hipotermija se najčešće povezuje s izlaganjem niskim temperaturama, a i jedna je od komplikacija prekomjernog konzumiranja alkohola. Bilo koje stanje koje smanjuje proizvodnju topline, povećava gubitak topline, ili smanjuje termoregulaciju, može pridonijeti. Prema ovome, rizični faktori hipotermije su: zloupotreba droga (što uključuje alkohol), beskućništvo, bilo koje stanje koje utječe na um (npr. hipoglikemija), posljedice starije dobi, loše odijevanje, kronična medicinska stanja (npr. hipotireoza i sepsa), i život na niskim temperaturama. Hipotermija se često događa u kombinaciji s traumom, a zna se dogoditi i u teškim slučajevima anoreksije. Hipotermija se događa i kod ljudi s teškim oblikom sepse. Dok većina sa sepsom razviju simptom povišene temperature, neki razviju hipotermiju.
U urbanim područjima, hipotermija se često razvija nakon kroničnog izlaganja hladnoći, najčešće zbog beskućništva, kao i zbog nesreća izazvanim drogama, alkoholom ili mentalnim bolestima. Dok su istraživanja pokazala da su beskućnici rizična skupina preuranjene smrti zbog hipotermije, točan uzrok smrti od hipotermije kod beskućnika je teško odrediti. Na selima, učestalost hipotermije veća je među ljudima sa značajnim popratnim bolestima i manje sposobnim za samostalno kretanje. S većim porastom za istraživanje divljine, prirode i sportova na vodi, učestalost hipotermije zbog slučajne izloženosti može postati češća u općoj populaciji.

### Alkohol
Konzumacija alkohola povećava rizik hipotermije na dva načina: kontrolni sistemi vazodilatatora i temperature u mozgu. Vazodilatatori povećavaju protok krvi u koži, što rezultira gubitkom temperature tijela. Zbog toga se osobi čini da joj je vruće, a zapravo gubi temperaturu. Alkohol također utječe na regulaciju temperature u mozgu, smanjujući sposobnost tijela da drhti i koristi energiju koja bi obično pomogla tijelu u stvaranju topline. Cjelokupni učinci alkohola dovode do smanjenja tjelesne temperature i smanjene sposobnosti stvaranja tjelesne topline, kao reakcija na hladnu temperaturu. Alkohol je česti faktor smrti od hipotermije. Između 33% i 73% slučajeva hipotermije povezani su s alkoholom.

### Siromaštvo
U Ujedinjenom Kraljevstvu, 28,354 slučajeva hipotermije je zabilježeno 2013. godine, čak 25% više no prošle godine. Neki slučajevi smrti od hipotermije, kao i druge smrti koje je moguće spriječiti, događaju se jer siromašni ljudi ne mogu lako priuštiti grijanje. Rast računa za gorivo povećao je broj onih koji imaju poteškoća s plaćanjem odgovarajućeg grijanja u UK-u. Neki umirovljenici i osobe s invaliditetom također su u opasnosti jer ne rade i ne mogu lako napustiti svoje domove. Bolja toplinska izolacija može pomoći.

### Uranjanje u vodu
Hipotermija je i dalje glavno ograničenje plivanja ili ronjenja u hladnu vodu. Smanjivanje spretnosti prstiju zbog boli ili utrnulosti, smanjuje opću sigurnost i sposobnost, što posljedično povećava rizik od ostalih ozljeda.
Ostali faktori koji predisponiraju hipotermiju kod uranjanja u vodu, uključuju dehidraciju, neadekvatno zagrijavanje tijela između ponavljajućih zarona, započinjanje zarona dok osoba nosi hladno ili mokro ronilačko odijelo, donje rublje, znojenje, neodgovarajuću toplinsku izolaciju (npr. tanko donje rublje), i lošu tjelesnu spremu.
Toplina se gubi puno brže u vodi no u zraku. Zbog toga, temperature vode koje bi bile normalne za temperaturu zraka, mogu dovesti do hipotermije kod preživjelih, iako to obično nije glavni klinički uzrok smrti za one koji nisu spašeni. Temperatura vode oko 10 °C može dovesti do smrti u manje od jednog sata, a temperature blizu smrzavanje mogu dovesti do smrti u manje od 15 minuta. Tijekom potapanja Titanica, većina ljudi koji su upali u vodu temperature −2 °C, umrli su u 15 do 30 minuta.
Pravi uzrok smrti u hladnoj vodi su reakcije tijela na gubitak topline i hladnu vodu, a ne sama hipotermija (gubitak unutarnje temperature). Npr., oni koji upadnu u smrzavajući ocean, oko 20% njih umre u roku od dvije minute od hladnog šoka (nekontrolirano prekomjerno disanje, i dahtanje, što uzrokuje udisanje vode, ogroman porast krvnog tlaka i srčanog naprezanja što dovodi do srčanog zastoja i panike); ostalih 50% umre u roku od 15 do 30 minuta zbog onesposobljenosti: nemogućnost korištenja ili upravljanja udovima i rukama za plivanje ili hvatanje, jer tijelo "zaštitnički" zatvara periferne mišiće udova kako bi zaštitilo svoju srž. Iscrpljenost i nesvjestica uzrokuju utapanje, ubijajući ostatak u sličnom vremenu.

## Patofiziologija
Toplina se primarno stvara u mišićnom tkivu, što uključuje srce i jetru, dok se gubi kroz kožu (90%) i pluća (10%). Proizvodnja topline može se povećati dva do četiri puta kroz kontrakcije mišića (npr. kroz vježbanje ili drhtavicu). Brzina gubitka topline određuje se, kao i kod bilo kojeg drugog objekta, pomoću konvekcije, kondukcije i zračenja. Na stope istih mogu utjecati omjeri indeksa tjelesne mase, tjelesne površine, obujma, odjeće i drugih uvjeta iz okoliša.
Mnoge promjene u fiziologiji odvijaju se dok se tjelesna temperatura smanjuje. Javljaju u kardiovaskularnom sustavu, što dovodi do Osbornovog vala i drugih poremećaja ritma, smanjene aktivnosti u središnjem živčanom sustavu, diurezom i edema pluća.
Istraživanja su pokazala da se brzina glomerularne filtracije smanjuje kao rezultat hipotermije. U osnovi, hipotermija povećava preglomerularnu vazokonstrikciji, što smanjuje bubrežni protok krvi.